# مسابقات ایمسا فصل ۲۰۲۴
مسابقات قهرمانی اتومبیل‌های ورزشی ایمسا ۲۰۲۴ (که به دلایل حمایت مالی به عنوان قهرمانی اتومبیل‌های ورزشی ایمسا وترتک ۲۰۲۴ شناخته می‌شود) پنجاه و چهارمین فصل این مسابقات اتومبیلرانی است.
که توسط انجمن بین‌المللی ورزش‌های موتوری تأیید شده است و ریشه آن به مسابقات قهرمانی ایمسا جی تی در سال ۱۹۷۱ بازمی‌گردد.
این یازدهمین فصل مسابقات قهرمانی خودروهای ورزشی ایمسا از زمان ادغام دو سری لمانز آمریکایی و سری خودروهای اسپرت رولکس در سال ۲۰۱۴ و نهمین فصل این مسابقات تحت اسپانسری وترتک است.

## کلاس مسابقات
- گرند تورینگ پروتوتایپ (جی‌تی‌پی)، (ال‌ام‌اچ) (ال‌ام‌دی‌اچ)
- لمانز پروتوتایپ ۲ (ال‌ام‌پی۲)
- جی تی دیتونا پرو (جی‌تی‌دی پرو)
- جی تی دیتونا (جی‌تی‌دی)

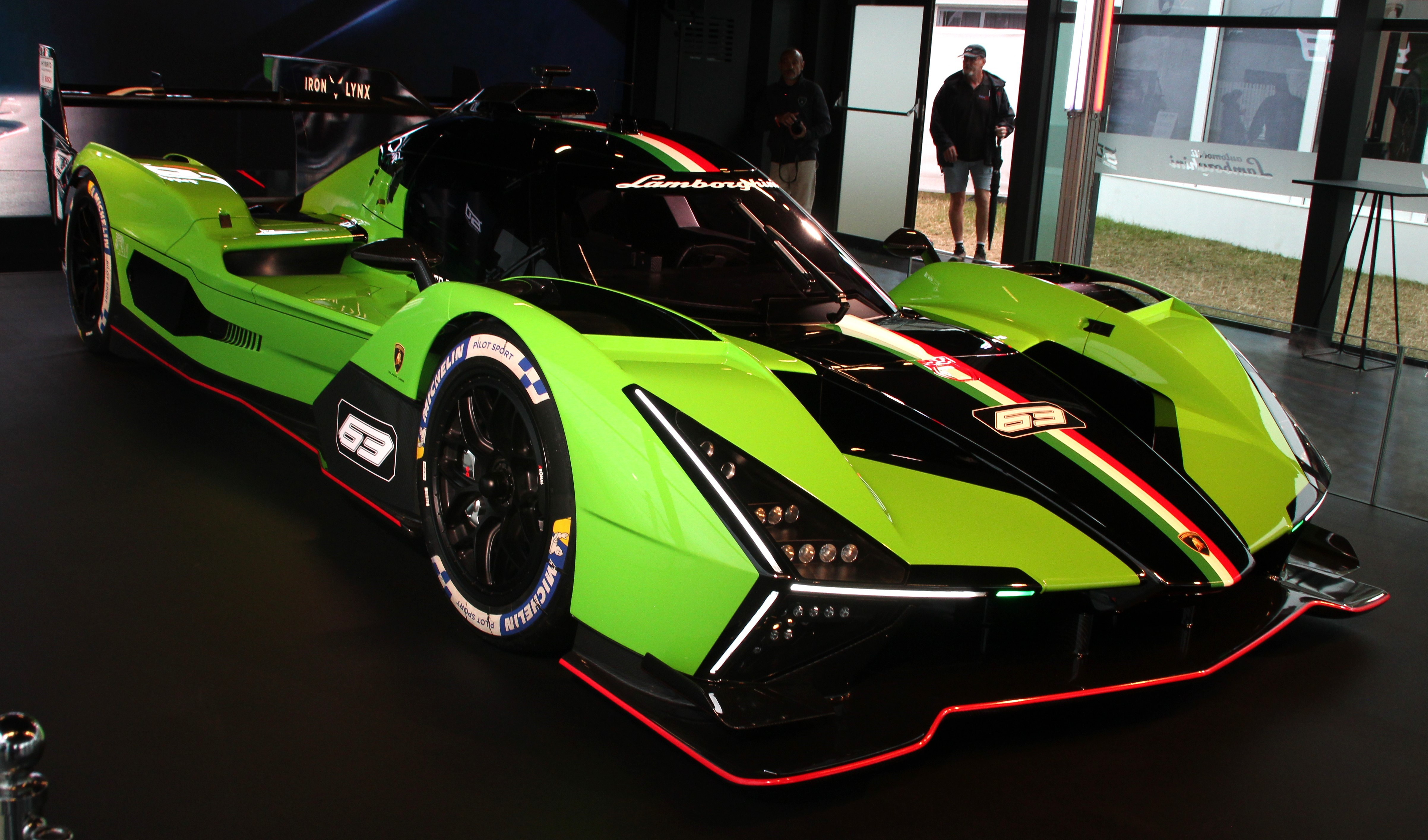
اولین حضور لامبورگینی در کلاس جی‌تی‌پی با لامبورگینی اس‌سی ۶۳ (عکس در فستیوال سرعت گودوود ۲۰۲۳).

در پایان فصل ۲۰۲۳ مشارکت کلاس لمانز پروتوتایپ ۳ یا ال‌ام‌پی۳ را از مسابقات قهرمانی اصلی متوقف کرد.
این کلاس در ابتدا در سال ۲۰۲۱ به عنوان کلاسی برای بالا بردن رقابت در مسابقات ایمسا معرفی شد.

## تقویم
تقویم مسابقات ۲۰۲۴ در ۴ اوت ۲۰۲۳ منتشر شد که شامل ۱۱ در سراسر آمریکا و کانادا است.
| Rnd. | مسابقه                            | زمان مسابقه        | کلاس‌های حاضر                | پیست                           | مکان                 | تاریخ        |
| ---- | --------------------------------- | ------------------ | --------------------------- | ------------------------------ | -------------------- | ------------ |
| ۱    | دیتونا ۲۴ ساعت                    | ۲۴ ساعت            | همه کلاس‌ها                  | دیتونا اینترنشنال اسپیدوی      | فلوریدا              | ۲۷–۲۸ ژانویه |
| ۲    | سیبرینگ                           | ۱۲ ساعت            | همه کلاس‌ها                  | پیست بین‌المللی سیبرینگ اسپیدوی | سیبرینگ فلوریدا      | ۱۶ مارچ      |
| ۳    | لانگ بیچ                          | ۱ ساعت و چهل دقیقه | جی‌تی‌پی، جی‌تی‌دی              | پیست خیابانی لانگ بیچ          | لانک بیچ کالیفرنیا   | ۲۰ آوریل     |
| ۴    | Motul Course de Monterey          | ۲ ساعت و چهل دقیقه | جی‌تی‌پی، جی‌تی‌دی پرو، جی‌تی‌دی  | لاگونا سکا                     | کالیفرنیا            | ۱۲ می        |
| ۵    | گرند پری دیترویت                  | ۱ ساعت و چهل دقیقه | جی‌تی‌پی، جی‌تی‌دی پرو          | پیست خیابانی دیترویت           | دیترویت میشیگان      | ۱ ژوئن       |
| ۶    | ۶ ساعت واتکینز گلن                | ۶ ساعت             | همه کلاس‌ها                  | پیست بین‌المللی واتکینز گلن     | واتکینز گلن، نیویورک | ۲۳ ژوئن      |
| ۷    | گرند پری شورولت                   | ۲ ساعت و چهل دقیقه | ال‌ام‌پی۲, جی‌تی‌دی پرو، جی‌تی‌دی | پارک تیر کانادا                | Bowmanville, Ontario | ۱۴ جولای     |
| ۸    | رود آمریکا                        | ۲ ساعت و چهل دقیقه | همه کلاس‌ها                  | رود آمریکا                     | ویسکانسین            | ۴ آگوست      |
| ۹    | جی تی چلنج میشلین                 | ۲ ساعت و چهل دقیقه | جی‌تی‌دی پرو، جی‌تی‌دی          | پیست بین‌المللی ویرجینیا        | ویرجینیا             | ۲۵ آگوست     |
| ۱۰   | Tirerack.com Battle on the Bricks | ۶ ساعت             | همه کلاس‌ها                  | ایندیاناپلیس اسپیدوی           | ایندیانا             | ۲۲ سپتامبر   |
| ۱۱   | پتی لمان                          | ۱۰ ساعت            | همه کلاس‌ها                  | رود آتلانتا                    | جورجیا               | ۱۲ اکتبر     |

## جدول رده‌بندی قهرمانی

### سیستم امتیاز دهی
امتیاز قهرمانی در هر کلاس در پایان هر مسابقه اعطا می‌شود. امتیازها بر اساس رده‌های پایانی در تعیین خط و مسابقه همان‌طور که در نمودار زیر نشان داده شده است تعلق می‌گیرد.
| جایگاه   | ۱   | ۲   | ۳   | ۴   | ۵   | ۶   | ۷   | ۸   | ۹   | ۱۰  | ۱۱  | ۱۲  | ۱۳  | ۱۴  | ۱۵  | ۱۶  | ۱۷  | ۱۸  | ۱۹  | ۲۰  | ۲۱  | ۲۲ | ۲۳ | ۲۴ | ۲۵ | ۲۶ | ۲۷ | ۲۸ | ۲۹ | +۳۰ |
| -------- | --- | --- | --- | --- | --- | --- | --- | --- | --- | --- | --- | --- | --- | --- | --- | --- | --- | --- | --- | --- | --- | -- | -- | -- | -- | -- | -- | -- | -- | --- |
| تعیین خط | ۳۵  | ۳۲  | ۳۰  | ۲۸  | ۲۶  | ۲۵  | ۲۴  | ۲۳  | ۲۲  | ۲۱  | ۲۰  | ۱۹  | ۱۸  | ۱۷  | ۱۶  | ۱۵  | ۱۴  | ۱۳  | ۱۲  | ۱۱  | ۱۰  | ۹  | ۸  | ۷  | ۶  | ۵  | ۴  | ۳  | ۲  | ۱   |
| مسابقه   | ۳۵۰ | ۳۲۰ | ۳۰۰ | ۲۸۰ | ۲۶۰ | ۲۵۰ | ۲۴۰ | ۲۳۰ | ۲۲۰ | ۲۱۰ | ۲۰۰ | ۱۹۰ | ۱۸۰ | ۱۷۰ | ۱۶۰ | ۱۵۰ | ۱۴۰ | ۱۳۰ | ۱۲۰ | ۱۱۰ | ۱۰۰ | ۹۰ | ۸۰ | ۷۰ | ۶۰ | ۵۰ | ۴۰ | ۳۰ | ۲۰ | ۱۰  |